# Foro Puente Aéreo
El Foro Puente Aéreo (en catalán: Fòrum Pont Aeri) es un grupo de empresarios de Madrid y Barcelona creado el 10 de marzo de 2011 en la sede de la Fundación Godia. Se autodefine como un foro para «debatir con líderes políticos y empresariales, intercambiar vivencias, analizar situaciones de interés general y dar ideas y soluciones».
El Foro Puente Aéreo ha sido considerado como lobby por diversos medios, que lo posicionan en contra del proceso independentista catalán.

## Miembros
Está formado por unos treinta o cuarenta grandes empresarios de Barcelona y de Madrid. Los asistentes a cada reunión varían, pero entre los habituales se encuentran:
| - Esther Alcocer Koplowitz (FCC) - Salvador Alemany Mas (Abertis) - Santiago Bergareche Busquet (Grupo Vocento) - Antoni Brufau Niubó (Repsol) - Jaime Castellanos Borrego (Willis Iberia) - Antonio Catalán Díaz (AC Hotels) - Javier Godó Muntañola (Grupo Godó) - Luis Conde Moller (Seeliger & Conde) - José Creuheras Margenat (Grupo Planeta) - María Dolores Dancausa Treviño (Bankinter) - Luis de Carlos Bertrán (Uría Menéndez) - José Manuel Entrecanales Domecq (Acciona) - Antonio Fernández-Galiano (Unidad Editorial) - Rafael Fontana (Cuatrecasas) - Salvador Gabarró Serra (Gas Natural Fenosa) - Ignacio Garralda Ruiz de Velasco (Mutua Madrileña) - Antonio Garrigues Walker (Garrigues) | - Joaquim Gay de Montellà Ferrer-Vidal (Fomento del Trabajo Nacional) - Gonzalo Gortázar Rotaeche (CaixaBank) - Antonio Huertas Mejías (Mapfre) - Enric Lacalle Coll (Foro Puente Aéreo) - Josep Oliu Creus (Banco Sabadell) - Alberto Palatchi Ribera (Pronovias) - Florentino Pérez Rodríguez (ACS) - Borja Prado Eulate (Endesa) - Marc Puig Guasch (Puig) - Josep Sánchez Llibre (Unió Democràtica de Catalunya) - Àngel Simón Grimaldos (Agbar) - Isabel Tocino Biscarolasaga (Banco Santander) - Manuel Torreblanca Ramírez (Gopa Consulting) - Antonio Vázquez Romero (IAG) - Juan Miguel Villar Mir (OHL) - Josep Maria Xercavins Lluch (Tauro Real Estate) |

## Actividad
El foro tuvo desde su concepción la intención de organizar almuerzos periódicos en Madrid y Barcelona con políticos y otros empresarios.
Se ha reunido con Artur Mas (marzo de 2011), Esperanza Aguirre (julio de 2011), Mariano Rajoy (septiembre de 2011), Luis de Guindos (enero de 2012), Soraya Sáenz de Santamaría (mayo de 2012), José Manuel García-Margallo (septiembre de 2012), Luis María Linde (noviembre de 2012), Alfredo Pérez Rubalcaba (enero de 2013) Ana Pastor (abril de 2013), Alberto Ruiz Gallardón (octubre de 2013), Cristóbal Montoro (noviembre de 2013), Felipe VI de Borbón (febrero de 2014), José Manuel Soria (abril de 2014), Felipe González (junio de 2014), Jorge Fernández Díaz (octubre de 2014), Pedro Sánchez (noviembre de 2014), Jesús Posada (marzo de 2015), Luis de Guindos (abril de 2015), de nuevo Mariano Rajoy (abril de 2015), Cristina Cifuentes (julio de 2015), Rafael Catalá (octubre de 2015) y Albert Rivera (octubre de 2015).
En 2016, coincidiendo con la falta de investidura de un presidente del Gobierno tras las elecciones generales y la prolongación del Gobierno en funciones durante casi un año, el Foro Puente Aéreo entró en una crisis interna y redujo su actividad, reuniéndose solamente con Jorge Moragas en septiembre.
En mayo de 2017, el Foro celebró una nueva reunión con Luis de Guindos.